# Glottiphyllum linguiforme
Glottiphyllum linguiforme és una espècie de planta suculenta molt estesa que pertany a la família de les aïzoàcies (Aizoaceae), originària de Sud-àfrica. És l'espècie tipus del gènere Glottiphyllum.

## Descripció
Les seves fulles són compactes, llises i ovalades, sense marques fortes ni encorbades apicals. La superfície de la fulla té una coberta cerosa pàl·lida que es pot treure fàcilment, i la part inferior de la fulla és plana.
S'assembla a Glottiphyllum carnosum, que té un aspecte semblant, però té fulles més gruixudes amb les puntes encorbades, i tendeix a fer fillols i es ramifica molt més.

## Distribució i hàbitat
Glottiphyllum linguiforme és autòcton de la part central de l'àrida del Petit Karoo prop de la ciutat d'Oudtshoorn, a la província sud-africana del Cap Occidental; a una alçada d'entre els 270 i els 650 m. Aquí es produeix conjuntament amb el rar Glottiphyllum cruciatum i el generalitzat Glottiphyllum depressum. G.linguiforme creix generalment en sòls rocosos, a base d'esquist, a l'abric d'arbustos.

## Amenaces
Aquesta espècie està amenaçada pel pasturatge, el trepig i l'erosió del sòl continu com a conseqüència de la cria d'estruços.

## Taxonomia
Glottiphyllum linguiforme va ser descrita per (L.) N.E.Br. i publicat a The Gardeners' Chronicle & Agricultural Gazette ser. 3 70: 327 a l'any 1921.
Etimologia
Glottiphyllum: nom genèric que prové del grec "γλωττίς" (glotis = llengua) i "φύλλον" (phyllos =fulla).
linguiforme: epítet llati que significa "amb forma de llengua".
Sinonímia
- Mesembryanthemum linguiforme L. (1753) basiònim
- Mesembryanthemum scalpratum Haw.
- Mesembryanthemum linguiforme var. scalpratum A.Berger
- Glottiphyllum cilliersiae Schwantes (1938)
- Glottiphyllum latifolium N.E.Br. (1931)
- Glottiphyllum ryderae Schwantes[5][6]